# ترابر (پیشتازان فضا)
تَرابَر (انگلیسی: Transporter) یک دستگاه خیالی برای دورنوردی است که در دنیای مشترک پیشتازان فضا استفاده می‌شود. این دستگاه افراد یا اشیاء را به الگوی انرژی تبدیل می‌کند (فرایندی که "نامادی‌سازی" نامیده می‌شود) و سپس آن‌ها را به مکان موردنظر ارسال ("پرتو") می‌کند یا به ترابر بازمی‌گرداند، جایی که دوباره به ماده تبدیل می‌شوند ("بازمادی‌سازی").
این فناوری اولین‌بار در سریال پیشتازان فضا: مجموعه اصلی در سال ۱۹۶۶ معرفی شد، اما ایده دورنوردی پیش از آن نیز در داستان‌های علمی-تخیلی مثل سریال باک راجرز در سال ۱۹۳۹ وجود داشت [نیازمند منبع]. نام و مفاهیم مشابه آن بعدها در داستان‌های علمی-تخیلی دیگر، کتاب‌ها (مثل سری هزار فرهنگ)، بازی‌ها (سیم‌ارت) و موارد دیگر نیز مورد استفاده قرار گرفت.
ترابر در ابتدا برای انتقال شخصیت‌ها از یک ستاره‌پیما به سطح سیاره طراحی شد، بدون نیاز به جلوه‌های ویژه پرهزینه و زمان‌بر که فرود فیزیکی ستاره‌پیما یا یک وسیله دیگر را نشان دهد. همچنین، ترابر خراب‌شده اغلب به‌عنوان یکی از فنون پی‌رنگ در داستان‌ها استفاده می‌شود تا سناریوهای مختلف علمی-تخیلی را ایجاد کند.
ترابر به یکی از ویژگی‌های برجسته فرانچایز پیشتازان فضا تبدیل شده است. جمله مشهور «من را پرت کن بالا، اسکاتی» (Beam me up, Scotty) که به استفاده از ترابر اشاره دارد، از مجموعه پیشتازان فضا: مجموعه اصلی گرفته شده است و توسط شخصیت مونتگومری اسکات (Montgomery Scott)، معمولاً به درخواست کاپیتان کرک، اجرا می‌شود. فناوری ترابر در بسیاری از سریال‌های بعدی پیشتازان فضا نیز استفاده شده است.